# Lista okrętów desantowych United States Navy
To lista okrętów desantowych United States Navy.
Większość kategorii nie ma jasno określonych odpowiedników w języku polskim. Dlatego w wątpliwych przypadkach została pozostawiona nazwa angielska z wolnym tłumaczeniem na język polski umieszczonym pod tytułem rodzaju okrętu.

## Okręty dowodzenia (AGC, LCC)

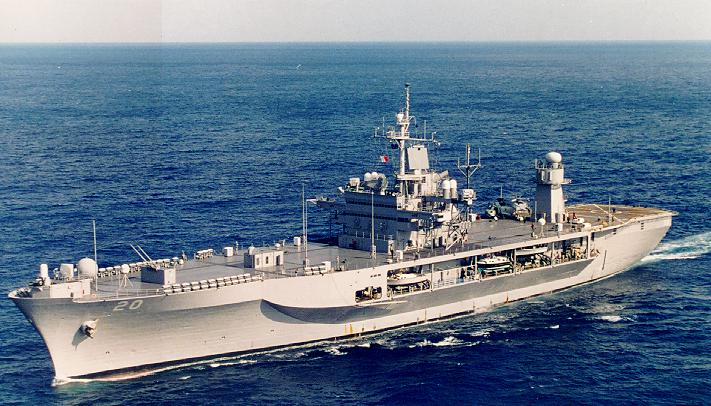
USS "Mount Whitney"

- USS "Appalachian" (AGC-1)
- USS "Blue Ridge" (AGC-2)
- USS "Rocky Mount" (AGC-3)
- USS "Ancon" (AGC-4)
- USS "Catoctin" (AGC-5)
- USS "Duane" (AGC-6)
- USS "Mount McKinley" (AGC-7)
- USS "Mount Olympus" (AGC-8)
- USS "Wasatch" (AGC-9)
- USS "Auburn" (AGC-10)
- USS "Eldorado" (AGC-11)
- USS "Estes" (AGC-12)
- USS "Panamint" (AGC-13)
- USS "Teton" (AGC-14)
- USS "Adirondack" (AGC-15)
- USS "Pocono" (AGC-16)
- USS "Taconic" (AGC-17)
- USS "Biscayne" (AGC-18)
- USS "Blue Ridge" (LCC-19)
- USS "Mount Whitney" (LCC-20)
- USS "Williamsburg" (AGC-369)

## Transportowce uderzeniowe (APA)
| - USS "Doyen" (APA-1) - USS "Harris" (APA-2) - USS "Zeilin" (APA-3) - USS "McCawley" (APA-4) - USS "Barnett" (APA-5) - USS "Heywood" (APA-6) - USS "Fuller" (APA-7) - USS "William" (APA-8) - USS "Neville" (APA-9) - USS "Harry Lee" (APA-10) - USS "Feland" (APA-11) - USS "Leonard Wood" (APA-12) - USS "Joseph T. Dickman" (APA-13) - USS "Hunter Liggett" (APA-14) - USS "Henry T Allen" (APA-15) - USS "J. Franklin Bell" (APA-16) - USS "American Legion" (APA-17) - USS "President Jackson" (APA-18) - USS "President Adams" (APA-19) - USS "President Hayes" (APA-20) - USS "Crescent City" (APA-21) - USS "John Penn" (APA-22) - USS "Arthur Middleton" (APA-25) - USS "Samuel Chase" (APA-26) - USS "George Clymer" (APA-27) - USS "Charles Carroll" (APA-28) - USS "Thomas Stone" (APA-29) - USS "Thomas Jefferson" (APA-30) - USS "Monrovia" (APA-31) - USS "Calvert" (APA-32) - USS "Bayfield" (APA-33) - USS "Bolivar" (APA-34) - USS "Callaway" (APA-35) - USS "Cambria" (APA-36) - USS "Cavalier" (APA-37) - USS "Chilton" (APA-38) - USS "Clay" (APA-39) - USS "Custer" (APA-40) - USS "Dupage" (APA-41) - USS "Elmore" (APA-42) - USS "Fayette" (APA-43) - USS "Fremont" (APA-44) - USS "Henrico" (APA-45) - USS "Knox" (APA-46) - USS "Lamar" (APA-47) - USS "Leon" (APA-48) - USS "Ormsby" (APA-49) - USS "Pierce" (APA-50) - USS "Sheridan" (APA-51) - USS "Sumter" (APA-52) - USS "Warren" (APA-53) - USS "Wayne" (APA-54) - USS "Windsor" (APA-55) - USS "Leedstown" (APA-56) - USS "Gilliam" (APA-57) - USS "Appling" (APA-58) - USS "Audrain" (APA-59) - USS "Banner" (APA-60) - USS "Barrow" (APA-61) - USS "Berrien" (APA-62) - USS "Bladen" (APA-63) - USS "Bracken" (APA-64) - USS "Briscoe" (APA-65) - USS "Brule" (APA-66) - USS "Burleson" (APA-67) - USS "Butte" (APA-68) - USS "Carlisle" (APA-69) - USS "Carteret" (APA-70) - USS "Catron" (APA-71) - USS "Clarendon" (APA-72) - USS "Cleburne" (APA-73) - USS "Colusa" (APA-74) - USS "Cortland" (APA-75) - USS "Crenshaw" (APA-76) - USS "Crittenden" (APA-77) - USS "Cullman" (APA-78) - USS "Dawson" (APA-79) - USS "Elkhart" (APA-80) - USS "Fallon" (APA-81) - USS "Fergus" (APA-82) - USS "Fillmore" (APA-83) - USS "Garrard" (APA-84) - USS "Gasconade" (APA-85) - USS "Geneva" (APA-86) - USS "Niagara" (APA-87) - USS "Presidio" (APA-88) - USS "Frederick Funston" (APA-89) - USS "James O’Hara" (APA-90) - USS "Adair" (APA-91) - USS "Alpine" (APA-92) - USS "Barnstable" (APA-93) - USS "Baxter" (APA-94) - USS "Burleigh" (APA-95) - USS "Cecil" (APA-96) - USS "Dauphin" (APA-97) - USS "Dutchess" (APA-98) - USS "Dade" (APA-99) - USS "Mendocino" (APA-100) - USS "Montour" (APA-101) - USS "Riverside" (APA-102) - USS "Queens" (APA-103) - USS "Westmoreland" (APA-104) - USS "Shelby" (APA-105) - USS "Hansford" (APA-106) - USS "Goodhue" (APA-107) - USS "Goshen" (APA-108) - USS "Grafton" (APA-109) - USS "Griggs" (APA-110) - USS "Grundy" (APA-111) - USS "Guilford" (APA-112) - USS "Sitka" (APA-113) - USS "Hamblen" (APA-114) - USS "Hampton" (APA-115) - USS "Hanover" (APA-116) - USS "Haskell" (APA-117) - USS "Hendry" (APA-118) - USS "Highlands" (APA-119) - USS "Hinsdale" (APA-120) - USS "Hocking" (APA-121) - USS "Kenton" (APA-122) - USS "Kittson" (APA-123) - USS "La Grange" (APA-124) - USS "Lanier" (APA-125) | - USS "St. Mary’s" (APA-126) - USS "Allendale" (APA-127) - USS "Arenac" (APA-128) - USS "Marvin H McIntyre" (APA-129) - USS "Attala" (APA-130) - USS "Bandera" (APA-131) - USS "Barnwell" (APA-132) - USS "Beckham" (APA-133) - USS "Bland" (APA-134) - USS "Bosque" (APA-135) - USS "Botetourt" (APA-136) - USS "Bowie" (APA-137) - USS "Braxton" (APA-138) - USS "Broadwater" (APA-139) - USS "Brookings" (APA-140) - USS "Buckingham" (APA-141) - USS "Clearfield" (APA-142) - USS "Clermont" (APA-143) - USS "Clinton" (APA-144) - USS "Colbert" (APA-145) - USS "Collingsworth" (APA-146) - USS "Cottle" (APA-147) - USS "Crockett" (APA-148) - USS "Audubon" (APA-149) - USS "Bergen" (APA-150) - USS "La Porte" (APA-151) - USS "Latimer" (APA-152) - USS "Laurens" (APA-153) - USS "Lowndes" (APA-154) - USS "Lycoming" (APA-155) - USS "Mellette" (APA-156) - USS "Napa" (APA-157) - USS "Newberry" (APA-158) - USS "Darke" (APA-159) - USS "Deuel" (APA-160) - USS "Dickens" (APA-161) - USS "Drew" (APA-162) - USS "Eastland" (APA-163) - USS "Edgecombe" (APA-164) - USS "Effingham" (APA-165) - USS "Fond Du Lac" (APA-166) - USS "Freestone" (APA-167) - USS "Gage" (APA-168) - USS "Gallatin" (APA-169) - USS "Gosper" (APA-170) - USS "Granville" (APA-171) - USS "Grimes" (APA-172) - USS "Hyde" (APA-173) - USS "Jerauld" (APA-174) - USS "Karnes" (APA-175) - USS "Kershaw" (APA-176) - USS "Kingsbury" (APA-177) - USS "Lander" (APA-178) - USS "Lauderdale" (APA-179) - USS "Lavaca" (APA-180) - nienazwany (APA-181) – anulowany, 1944 - nienazwany (APA-182) – anulowany, 1944 - nienazwany (APA-183) – anulowany, 1944 - nienazwany (APA-184) – anulowany, 1944 - nienazwany (APA-185) – anulowany, 1944 - nienazwany (APA-186) – anulowany, 1944 - USS "Oconto" (APA-187) - USS "Olmstead" (APA-188) - USS "Oxford" (APA-189) - USS "Pickens" (APA-190) - USS "Pondera" (APA-191) - USS "Rutland" (APA-192) - USS "Sanborn" (APA-193) - USS "Sandoval" (APA-194) - USS "Lenawee" (APA-195) - USS "Logan" (APA-196) - USS "Lubbock" (APA-197) - USS "McCracken" (APA-198) - USS "Magoffin" (APA-199) - USS "Marathon" (APA-200) - USS "Menard" (APA-201) - USS "Menifee" (APA-202) - USS "Meriwether" (APA-203) - USS "Sarasota" (APA-204) - USS "Sherburne" (APA-205) - USS "Sibley" (APA-206) - USS "Miffin" (APA-207) - USS "Talladega" (APA-208) - USS "Tazwell" (APA-209) - USS "Telfair" (APA-210) - USS "Missoula" (APA-211) - USS "Montrose" (APA-212) - USS "Mountrail" (APA-213) - USS "Natrona" (APA-214) - USS "Navarro" (APA-215) - USS "Neshoba" (APA-216) - USS "New Kent" (APA-217) - USS "Noble" (APA-218) - USS "Okaloosa" (APA-219) - USS "Okanogan" (APA-220) - USS "Onedia" (APA-221) - USS "Pickaway" (APA-222) - USS "Pitt" (APA-223) - USS "Randall" (APA-224) - USS "Bingham" (APA-225) - USS "Rawlins" (APA-226) - USS "Renville" (APA-227) - USS "Rockbridge" (APA-228) - USS "Rockingham" (APA-229) - USS "Rockwall" (APA-230) - USS "Saint Croix" (APA-231) - USS "San Saba" (APA-232) - USS "Sevier" (APA-233) - USS "Bollinger" (APA-234) - USS "Bottineau" (APA-235) - USS "Bronx" (APA-236) - USS "Bexar" (APA-237) - USS "Dane" (APA-238) - USS "Glynn" (APA-239) - USS "Harnett" (APA-240) – anulowany, 1945 - USS "Hempstead" (APA-241) – anulowany, 1945 - USS "Iredell" (APA-242) – anulowany, 1945 - USS "Luzerne" (APA-243) – anulowany, 1945 - USS "Medera" (APA-244) – anulowany, 1945 - USS "Maricopa" (APA-245) – anulowany, 1945 - USS "McLennan" (APA-246) – anulowany, 1945 - USS "Mecklenburg" (APA-247) – anulowany - USS "Paul Revere" (APA-248) - USS "Francis Marion" (APA-249) |

## Amphibious Transports (LPA)
Transportowce amfibijne
- USS "Chilton" (LPA-38)
- USS "Fremont" (LPA-44)
- USS "Henrico" (LPA-45)
- USS "Clinton" (LPA-144)
- USS "Collingsworth" (LPA-146)
- USS "Cottle" (LPA-147)
- USS "Lowndes" (LPA-154)
- USS "Napa" (LPA-157)
- USS "Gallatin" (LPA-169)
- USS "Hyde" (LPA-173)
- USS "Kingsbury" (LPA-177)
- USS "Lander" (LPA-178)
- USS "Lauderdale" (LPA-179)
- USS "Olmstead" (LPA-188)
- USS "Rutland" (LPA-192)
- USS "Sandoval" (LPA-194)
- USS "Logan" (LPA-196)
- USS "Magoffin" (LPA-199)
- USS "Sarasota" (LPA-204)
- USS "Talladega" (LPA-208)
- USS "Telfair" (LPA-210)
- USS "Montrose" (LPA-212)
- USS "Mountrail" (LPA-213)
- USS "Navarro" (LPA-215)
- USS "Okanogan" (LPA-220)
- USS "Pickaway" (LPA-222)
- USS "Pitt" (LPA-223)
- USS "Bingham" (LPA-225)
- USS "Renville" (LPA-227)
- USS "Rockbridge" (LPA-228)
- USS "Rockingham" (LPA-229)
- USS "Sevier" (LPA-233)
- USS "Bollinger" (LPA-234)
- USS "Bottineau" (LPA-235)
- USS "Bronx" (LPA-236)
- USS "Bexar" (LPA-237)
- USS "Glynn" (LPA-239)
- USS "Paul Revere" (LPA-248)
- USS "Francis Marion" (LPA-249)

## Self-Propelled Barracks Ships (APB)
Okręt koszarowy wyposażony we własny napęd
- USS "Benawah" (APB-35)
- USS "Colleton" (APB-36)
- USS "Echols" (APB-37)
- USS "Marlboro" (APB-8)
- USS "Mercer" (APB-39)
- USS "Nueces" (APB-40)
- USS "Wythe" (APB-41)
- USS "Yavapai" (APB-42)
- USS "Yolo" (APB-43)
- USS "Presque Isle" (APB-44)
- USS "Blackford" (APB-45)
- USS "Dorchester" (APB-46)
- USS "Kingman" (APB-47)
- USS "Vandenburgh" (APB-48)
- USS "Accomac" (APB-49)
- USS "Cameron" (APB-50)
- USS "DuPage" (APB-51)

## High-speed Transports (APD)
Szybkie transportowce
| - USS "Manley" (APD-1) - USS "Colhoun" (APD-2) - USS "Gregory" (APD-3) - USS "Little" (APD-4) - USS "McKean" (APD-5) - USS "Stringham" (APD-6) - USS "Talbot" (APD-7) - USS "Waters" (APD-8) - USS "Dent" (APD-9) - USS "Brooks" (APD-10) - USS "Gilmer" (APD-11) - USS "Humphreys" (APD-12) - USS "Sands" (APD-13) - USS "Schley" (APD-14) - USS "Kilty" (APD-15) - USS "Ward" (APD-16) - USS "Crosby" (APD-17) - USS "Kane" (APD-18) - USS "Tattnall" (APD-19) - USS "Roper" (APD-20) - USS "Dickerson" (APD-21) - USS "Herbert" (APD-22) - USS "Overton" (APD-23) - USS "Noa" (APD-24) - USS "Rathburne" (APD-25) - USS "McFarland" (APD-26) – przebudowa anulowana - USS "Williamson" (APD-27) – przebudowa anulowana - USS "Hulbert" (APD-28) – przebudowa anulowana - USS "Barry" (APD-29) - APD-30 – numer nigdy nie nadany - USS "Clemson" (APD-31) - USS "Goldsborough" (APD-32) - USS "George E. Badger" (APD-33) - USS "Belknap" (APD-34) - USS "Osmond Ingram" (APD-35) - USS "Greene" (APD-36) - USS "Charles Lawrence" (APD-37) - USS "Daniel T. Griffin" (APD-38) - USS "Barr" (APD-39) - USS "Bowers" (APD-40) - USS "England" (APD-41) – przebudowa anulowana - USS "Gantner" (APD-42) - USS "George W. Ingram" (APD-43) - USS "Ira Jeffery" (APD-44) - USS "Lee Fox" (APD-45) - USS "Amesbury" (APD-46) - USS "Bates" (APD-47) - USS "Blessman" (APD-48) - USS "Joseph E. Campbell" (APD-49) - USS "Sims" (APD-50) - USS "Hopping" (APD-51) - USS "Reeves" (APD-52) - USS "Hubbard" (APD-53) - USS "Chase" (APD-54) - USS "Laning" (APD-55) - USS "Loy" (APD-56) - USS "Barber" (APD-57) - USS "Witter" (APD-58) – przebudowa anulowana - USS "Newman" (APD-59) - USS "Liddle" (APD-60) - USS "Kephart" (APD-61) - USS "Cofer" (APD-62) - USS "Lloyd" (APD-63) - USS "Scott" (APD-64) – przebudowa anulowana - USS "Burke" (APD-65) - USS "Enright" (APD-66) - USS "Jenks" (APD-67) – przebudowa anulowana - USS "Durik" (APD-68) – przebudowa anulowana - USS "Yokes" (APD-69) - USS "Pavlic" (APD-70) | - USS "Odum" (APD-71) - USS "Jack C. Robinson" (APD-72) - USS "Bassett" (APD-73) - USS "John P. Gray" (APD-74) - USS "Weber" (APD-75) - USS "Schmitt" (APD-76) - USS "Frament" (APD-77) - USS "Bull" (APD-78) - USS "Bunch" (APD-79) - USS "Hayter" (APD-80) - USS "Tatum" (APD-81) - USS "Borum" (APD-82) – przebudowa anulowana - USS "Maloy" (APD-83) – przebudowa anulowana - USS "Haines" (APD-84) - USS "Runels" (APD-85) - USS "Hollis" (APD-86) - USS "Crosley" (APD-87) - USS "Cread" (APD-88) - USS "Ruchamkin" (APD-89) - USS "Kirwin" (APD-90) - USS "Kinzer" (APD-91) - USS "Register" (APD-92) - USS "Brock" (APD-93) - USS "John Q. Roberts" (APD-94) - USS "William M. Hobby" (APD-95) - USS "Ray K. Edwards" (APD-96) - USS "Arthur L. Bristol" (APD-97) - USS "Truxton" (APD-98) - USS "Upham" (APD-99) - USS "Ringness" (APD-100) - USS "Knudson" (APD-101) - USS "Rednour" (APD-102) - USS "Tollberg" (APD-103) - USS "William J. Pattison" (APD-104) - USS "Myers" (APD-105) - USS "Walter B. Cobb" (APD-106) - USS "Earle B. Hall" (APD-107) - USS "Harry L. Corl" (APD-108) - USS "Belet" (APD-109) - USS "Julis A. Raven" (APD-110) - USS "Walsh" (APD-111) - USS "Hunter Marshall" (APD-112) - USS "Earhart" (APD-113) - USS "Walter S. Gorka" (APD-114) - USS "Rogers Blood" (APD-115) - USS "Francovich" (APD-116) - USS "Joseph M. Auman" (APD-117) - USS "Don O. Woods" (APD-118) - USS "Beverly W. Reid" (APD-119) - USS "Kline" (APD-120) - USS "Raymon W. Herndon" (APD-121) - USS "Scribner" (APD-122) - USS "Diachenko" (APD-123) - USS "Horace A. Bass" (APD-124) - USS "Wantuck" (APD-125) - USS "Gosselin" (APD-126) - USS "Begor" (APD-127) - USS "Cavallaro" (APD-128) - USS "Donald W. Wolf" (APD-129) - USS "Cook" (APD-130) - USS "Walter X. Young" (APD-131) - USS "Balduck" (APD-132) - USS "Burdo" (APD-133) - USS "Kleinsmith" (APD-134) - USS "Weiss" (APD-135) - USS "Carpellotti" (APD-136) - USS "DeLong" (APD-137) – przebudowa anulowana - USS "Coates" (APD-138) – przebudowa anulowana - USS "Bray" (APD-139) |

## Small Amphibious Transports (LPR)
Małe transportowce amfibijne
- USS "Laning" (LPR-55)
- USS "Hollis" (LPR-86)
- USS "Ruchamkin" (LPR-89)
- USS "Kirwin" (LPR-90)
- USS "Ringness" (LPR-100)
- USS "Knudson" (LPR-101)
- USS "Beverly W. Reid" (LPR-119)
- USS "Diachenko" (LPR-123)
- USS "Horace A. Bass" (LPR-124)
- USS "Begor" (LPR-127)
- USS "Balduck" (LPR-132)
- USS "Weiss" (LPR-135)

## Attack Cargo Ships (AKA)
Okręty Transportowe Wsparcia Materiałowego
| - USS "Arcturus" (AKA-1) - USS "Procyon" (AKA-2) - USS "Bellatrix" (AKA-3) - USS "Electra" (AKA-4) - USS "Fomalhaut" (AKA-5) - USS "Alchiba" (AKA-6) - USS "Alcyone" (AKA-7) - USS "Algorab" (AKA-8) - USS "Alhena" (AKA-9) - USS "Almaack" (AKA-10) - USS "Betelgeuse" (AKA-11) - USS "Libra" (AKA-12) - USS "Titania" (AKA-13) - USS "Oberon" (AKA-14) - USS "Andromeda" (AKA-15) - USS "Aquarius" (AKA-16) - USS "Centaurus" (AKA-17) - USS "Cepheus" (AKA-18) - USS "Thuban" (AKA-19) - USS "Virgo" (AKA-20) - USS "Artemis" (AKA-21) - USS "Athene" (AKA-22) - USS "Aurelia" (AKA-23) - USS "Birgit" (AKA-24) - USS "Circe" (AKA-25) - USS "Corvus" (AKA-26) - USS "Devosa" (AKA-27) - USS "Hydrus" (AKA-28) - USS "Lacerta" (AKA-29) - USS "Lumen" (AKA-30) - USS "Medea" (AKA-31) - USS "Mellena" (AKA-32) - USS "Ostara" (AKA-33) - USS "Pamina" (AKA-34) - USS "Polana" (AKA-35) - USS "Renate" (AKA-36) - USS "Roxane" (AKA-37) - USS "Sappho" (AKA-38) - USS "Sarita" (AKA-39) - USS "Scania" (AKA-40) - USS "Selinur" (AKA-41) - USS "Sidonia" (AKA-42) - USS "Sirona" (AKA-43) - USS "Sylvania" (AKA-44) - USS "Tabora" (AKA-45) - USS "Troilus" (AKA-46) - USS "Turandot" (AKA-47) - USS "Valeria" (AKA-48) - USS "Vanadis" (AKA-49) - USS "Veritas" (AKA-50) - USS "Xenia" (AKA-51) - USS "Zenobia" (AKA-52) - USS "Achernar" (AKA-53) - USS "Algol" (AKA-54) - USS "Alshain" (AKA-55) - USS "Arneb" (AKA-56) - USS "Capricornus" (AKA-57) - USS "Chara" (AKA-58) - USS "Diphda" (AKA-59) | - USS "Leo" (AKA-60) - USS "Muliphen" (AKA-61) - USS "Sheliak" (AKA-62) - USS "Theenim" (AKA-63) - USS "Tolland" (AKA-64) - USS "Shoshone" (AKA-65) - USS "Southampton" (AKA-66) - USS "Starr" (AKA-67) - USS "Stokes" (AKA-68) - USS "Suffolk" (AKA-69) - USS "Tate" (AKA-70) - USS "Todd" (AKA-71) - USS "Caswell" (AKA-72) - USS "New Hanover" (AKA-73) - USS "Lenoir" (AKA-74) - USS "Alamance" (AKA-75) - USS "Torrance" (AKA-76) - USS "Towner" (AKA-77) - USS "Trego" (AKA-78) - USS "Trousdale" (AKA-79) - USS "Tyrrell" (AKA-80) - USS "Valencia" (AKA-81) - USS "Venango" (AKA-82) - USS "Vinton" (AKA-83) - USS "Waukesha" (AKA-84) - USS "Wheatland" (AKA-85) - USS "Woodford" (AKA-86) - USS "Duplin" (AKA-87) - USS "Uvalde" (AKA-88) - USS "Warrick" (AKA-89) - USS "Whiteside" (AKA-90) - USS „Whitley” (AKA-91) - USS "Wyandot" (AKA-92) - USS "Yancey" (AKA-93) - USS "Winston" (AKA-94) - USS "Marquette" (AKA-95) - USS "Mathews" (AKA-96) - USS "Merrick" (AKA-97) - USS "Montague" (AKA-98) - USS "Rolette" (AKA-99) - USS "Oglethorpe" (AKA-100) - USS "Ottawa" (AKA-101) - USS "Prentiss" (AKA-102) - USS "Rankin" (AKA-103) - USS "Seminole" (AKA-104) - USS "Skagit" (AKA-105) - USS "Union" (AKA-106) - USS "Vermilion" (AKA-107) - USS "Washburn" (AKA-108) - USS "San Joaquin" (AKA-109) – anulowany 27 sierpnia 1945 - USS "Sedgwick" (AKA-110) – anulowany 27 sierpnia 1945 - USS "Whitfield" (AKA-111) – anulowany 27 sierpnia 1945 - USS "Tulare" (AKA-112) - USS "Charleston" (AKA-113) - USS "Durham" (AKA-114) - USS "Mobile" (AKA-115) - USS "St. Louis" (AKA-116) - USS "El Paso" (AKA-117) |

## Amphibious Cargo Ships (LKA)
Okręty amfibijne wsparcia desantu
- USS "Libra" (LKA-12)
- USS "Thuban" (LKA-19)
- USS "Algol" (LKA-54)
- USS "Arneb" (LKA-56)
- USS "Capricornus" (LKA-57)
- USS "Muliphen" (LKA-61)
- USS "Yancey" (LKA-93)
- USS "Winston" (LKA-94)
- USS "Merrick" (LKA-97)
- USS "Rankin" (LKA-103)
- USS "Seminole" (LKA-104)
- USS "Union" (LKA-106)
- USS "Vermilion" (LKA-107)
- USS "Washburn" (LKA-108)
- USS "Tulare" (LKA-112)
- USS "Charleston" (LKA-113)
- USS "Durham" (LKA-114)
- USS "Mobile" (LKA-115)
- USS "St. Louis" (LKA-116)
- USS "El Paso" (LKA-117)

## Barka Desantowa Piechoty (LCI)
| - USS "LCI(L)-1" - USS "LCI(L)-2" - USS "LCI(L)-3" - USS "LCI(L)-4" - USS "LCI(L)-5" - USS "LCI(L)-8" - USS "LCI(L)-9" - USS "LCI(L)-10" - USS "LCI(L)-11" - USS "LCI(L)-12" - USS "LCI(L)-13" - USS "LCI(L)-14" - USS "LCI(L)-15" - USS "LCI(L)-16" - USS "LCI(L)-17" - USS "LCI(L)-18" - USS "LCI(L)-19" - USS "LCI(L)-20" - USS "LCI(L)-21" - USS "LCI(L)-22" - USS "LCI(L)-23" - USS "LCI(L)-24" - USS "LCI(L)-25" - USS "LCI(L)-26" - USS "LCI(L)-27" - USS "LCI(L)-28" - USS "LCI(L)-29" - USS "LCI(L)-30" - USS "LCI(L)-31" - USS "LCI(L)-32" - USS "LCI(L)-33" - USS "LCI(L)-34" - USS "LCI(L)-35" - USS "LCI(L)-36" - USS "LCI(L)-37" - USS "LCI(L)-38" - USS "LCI(L)-39" - USS "LCI(L)-40" - USS "LCI(L)-41" - USS "LCI(L)-42" - USS "LCI(L)-43" - USS "LCI(L)-44" - USS "LCI(L)-45" - USS "LCI(L)-46" - USS "LCI(L)-47" - USS "LCI(L)-48" - LCI(L)-49 do LCI(L)-60 – anulowane 6 października 1942 - USS "LCI(L)-61" - USS "LCI(L)-62" - USS "LCI(L)-63" - USS "LCI(L)-64" - USS "LCI(L)-65" - USS "LCI(L)-66" - USS "LCI(L)-67" - USS "LCI(L)-68" - USS "LCI(L)-69" - USS "LCI(L)-70" - USS "LCI(L)-71" - USS "LCI(L)-72" - USS "LCI(L)-73" - USS "LCI(L)-74" - USS "LCI(L)-75" - USS "LCI(L)-76" - USS "LCI(L)-77" - USS "LCI(L)-78" - USS "LCI(L)-79" - USS "LCI(L)-80" - USS "LCI(L)-81" - USS "LCI(L)-82" - USS "LCI(L)-83" - USS "LCI(L)-84" - USS "LCI(L)-85" - USS "LCI(L)-86" - USS "LCI(L)-87" - USS "LCI(L)-88" - USS "LCI(L)-89" - USS "LCI(L)-90" - USS "LCI(L)-91" - USS "LCI(L)-92" - USS "LCI(L)-93" - USS "LCI(L)-94" - USS "LCI(L)-95" - USS "LCI(L)-96" - LCI(L)-137 do LCI(L)-160 anulowane 31 października 1942 - USS "LCI(L)-188" - USS "LCI(L)-189" - USS "LCI(L)-190" - USS "LCI(L)-191" - USS "LCI(L)-192" - USS "LCI(L)-193" - USS "LCI(L)-194" - USS "LCI(L)-195" - USS "LCI(L)-196" - LCI(L)-197 do LCI(L)-208 anulowane 5 listopada 1942 - USS "LCI(L)-209" - USS "LCI(L)-210" - USS "LCI(L)-211" - USS "LCI(L)-212" - USS "LCI(L)-213" - USS "LCI(L)-214" - USS "LCI(L)-215" - USS "LCI(L)-216" - USS "LCI(L)-217" - USS "LCI(L)-218" - USS "LCI(L)-219" - USS "LCI(L)-220" - USS "LCI(L)-221" - USS "LCI(L)-222" - USS "LCI(L)-223" - USS "LCI(L)-224" - USS "LCI(L)-225" - USS "LCI(L)-226" - USS "LCI(L)-227" - USS "LCI(L)-228" - USS "LCI(L)-229" - USS "LCI(L)-230" - USS "LCI(L)-231" - USS "LCI(L)-232" - USS "LCI(L)-233" - USS "LCI(L)-234" - USS "LCI(L)-235" - USS "LCI(L)-236" - USS "LCI(L)-237" - USS "LCI(L)-238" - USS "LCI(L)-243" - USS "LCI(L)-269" - USS "LCI(L)-274" - USS "LCI(L)-275" - USS "LCI(L)-317" - USS "LCI(L)-319" - USS "LCI(L)-320" - USS "LCI(L)-321" - USS "LCI(L)-322" - USS "LCI(L)-323" - USS "LCI(L)-324" - USS "LCI(L)-325" - USS "LCI(L)-326" - USS "LCI(L)-327" - USS "LCI(L)-328" - USS "LCI(L)-329" - USS "LCI(L)-330" - USS "LCI(L)-331" - USS "LCI(L)-332" - USS "LCI(L)-333" - USS "LCI(L)-334" - USS "LCI(L)-335" - USS "LCI(L)-336" - USS "LCI(L)-337" - USS "LCI(L)-338" - USS "LCI(L)-339" - USS "LCI(L)-340" - USS "LCI(L)-341" - USS "LCI(L)-342" - USS "LCI(L)-343" - USS "LCI(L)-344" - USS "LCI(L)-345" - USS "LCI(L)-346" - USS "LCI(L)-347" - USS "LCI(L)-348" - USS "LCI(L)-349" - USS "LCI(L)-350" - USS "LCI(L)-351" - USS "LCI(L)-352" - USS "LCI(L)-353" - USS "LCI(L)-354" - USS "LCI(L)-355" - USS "LCI(L)-356" - USS "LCI(L)-357" - USS "LCI(L)-358" - USS "LCI(L)-359" - USS "LCI(L)-360" - USS "LCI(L)-361" - USS "LCI(L)-362" - USS "LCI(L)-363" - USS "LCI(L)-364" - USS "LCI(L)-365" - USS "LCI(L)-366" - USS "LCI(L)-367" - USS "LCI(L)-368" - USS "LCI(L)-369" - USS "LCI(L)-370" - USS "LCI(L)-371" - USS "LCI(L)-372" - USS "LCI(L)-373" - USS "LCI(L)-392" - USS "LCI(L)-393" - USS "LCI(L)-394" - USS "LCI(L)-395" - USS "LCI(L)-396" - USS "LCI(L)-397" - USS "LCI(L)-398" - USS "LCI(L)-399" - USS "LCI(L)-400" - USS "LCI(L)-401" - USS "LCI(L)-402" - USS "LCI(L)-403" - USS "LCI(L)-404" - USS "LCI(L)-405" - USS "LCI(L)-406" - USS "LCI(L)-407" - USS "LCI(L)-408" - USS "LCI(L)-409" - USS "LCI(L)-410" - USS "LCI(L)-411" - USS "LCI(L)-412" - USS "LCI(L)-413" - USS "LCI(L)-414" - USS "LCI(L)-415" - USS "LCI(L)-416" - USS "LCI(L)-417" - USS "LCI(L)-418" - USS "LCI(L)-419" - USS "LCI(L)-420" - USS "LCI(L)-421" - USS "LCI(L)-422" - USS "LCI(L)-423" - USS "LCI(L)-424" - USS "LCI(L)-425" - USS "LCI(L)-426" - USS "LCI(L)-427" - USS "LCI(L)-428" - USS "LCI(L)-429" - USS "LCI(L)-430" - USS "LCI(L)-431" - USS "LCI(L)-432" - USS "LCI(L)-433" - USS "LCI(L)-434" - USS "LCI(L)-435" - USS "LCI(L)-436" - USS "LCI(L)-437" - USS "LCI(L)-438" - USS "LCI(L)-439" - USS "LCI(L)-440" - USS "LCI(L)-441" - USS "LCI(L)-442" - USS "LCI(L)-443" - USS "LCI(L)-444" - USS "LCI(L)-445" - USS "LCI(L)-446" - USS "LCI(L)-447" - USS "LCI(L)-448" - USS "LCI(L)-449" - USS "LCI(L)-450" - USS "LCI(L)-451" - USS "LCI(L)-452" - USS "LCI(L)-453" - USS "LCI(L)-454" - USS "LCI(L)-455" - USS "LCI(L)-456" - USS "LCI(L)-457" - USS "LCI(L)-458" - USS "LCI(L)-459" - USS "LCI(L)-460" - USS "LCI(L)-461" - USS "LCI(L)-462" - USS "LCI(L)-463" - USS "LCI(L)-464" - USS "LCI(L)-465" - USS "LCI(L)-466" - USS "LCI(L)-467" - USS "LCI(L)-468" - USS "LCI(L)-469" - USS "LCI(L)-470" - USS "LCI(L)-471" - USS "LCI(L)-472" - USS "LCI(L)-473" - USS "LCI(L)-474" - USS "LCI(L)-475" - USS "LCI(L)-476" - USS "LCI(L)-477" - USS "LCI(L)-478" - USS "LCI(L)-479" - USS "LCI(L)-480" - USS "LCI(L)-481" - USS "LCI(L)-482" - USS "LCI(L)-483" - USS "LCI(L)-484" - USS "LCI(L)-485" - USS "LCI(L)-486" - USS "LCI(L)-487" - USS "LCI(L)-488" - USS "LCI(L)-489" - USS "LCI(L)-490" - USS "LCI(L)-491" - USS "LCI(L)-492" - USS "LCI(L)-493" - USS "LCI(L)-494" - USS "LCI(L)-495" - USS "LCI(L)-496" - USS "LCI(L)-497" - USS "LCI(L)-498" - USS "LCI(L)-499" - USS "LCI(L)-500" - USS "LCI(L)-501" - USS "LCI(L)-502" - USS "LCI(L)-503" - USS "LCI(L)-504" - USS "LCI(L)-505" - USS "LCI(L)-506" - USS "LCI(L)-507" - USS "LCI(L)-508" - USS "LCI(L)-509" - USS "LCI(L)-510" - USS "LCI(L)-511" - USS "LCI(L)-512" - USS "LCI(L)-513" - USS "LCI(L)-514" - USS "LCI(L)-515" - USS "LCI(L)-516" - USS "LCI(L)-517" - USS "LCI(L)-518" - USS "LCI(L)-519" - USS "LCI(L)-520" - USS "LCI(L)-521" - USS "LCI(L)-522" - USS "LCI(L)-523" - USS "LCI(L)-524" - USS "LCI(L)-525" - USS "LCI(L)-526" - USS "LCI(L)-527" - USS "LCI(L)-528" - USS "LCI(L)-529" - USS "LCI(L)-530" - USS "LCI(L)-531" - USS "LCI(L)-532" - USS "LCI(L)-533" - USS "LCI(L)-534" - USS "LCI(L)-535" - USS "LCI(L)-536" - USS "LCI(L)-537" - USS "LCI(L)-538" - USS "LCI(L)-539" - USS "LCI(L)-540" - USS "LCI(L)-541" - USS "LCI(L)-542" - USS "LCI(L)-543" - USS "LCI(L)-544" - USS "LCI(L)-545" - USS "LCI(L)-546" - USS "LCI(L)-547" - USS "LCI(L)-548" - USS "LCI(L)-549" - USS "LCI(L)-550" - USS "LCI(L)-551" - USS "LCI(L)-552" - USS "LCI(L)-553" - USS "LCI(L)-554" - USS "LCI(L)-555" - USS "LCI(L)-556" - USS "LCI(L)-557" - USS "LCI(L)-558" - USS "LCI(L)-559" - USS "LCI(L)-560" - USS "LCI(L)-561" - USS "LCI(L)-562" - USS "LCI(L)-563" - USS "LCI(L)-564" - USS "LCI(L)-565" - USS "LCI(L)-566" - USS "LCI(L)-567" - USS "LCI(L)-568" - USS "LCI(L)-569" - USS "LCI(L)-570" - USS "LCI(L)-571" - USS "LCI(L)-572" - USS "LCI(L)-573" - USS "LCI(L)-574" - USS "LCI(L)-575" - USS "LCI(L)-576" - USS "LCI(L)-577" - USS "LCI(L)-578" - USS "LCI(L)-579" - USS "LCI(L)-580" - USS "LCI(L)-581" - USS "LCI(L)-582" - USS "LCI(L)-583" - USS "LCI(L)-584" - USS "LCI(L)-585" - USS "LCI(L)-586" - USS "LCI(L)-587" - USS "LCI(L)-588" - USS "LCI(L)-589" - USS "LCI(L)-590" - USS "LCI(L)-591" - USS "LCI(L)-592" - USS "LCI(L)-593" | - USS "LCI(L)-594" - USS "LCI(L)-595" - USS "LCI(L)-596" - USS "LCI(L)-597" - USS "LCI(L)-598" - USS "LCI(L)-599" - USS "LCI(L)-600" - USS "LCI(L)-601" - USS "LCI(L)-602" - USS "LCI(L)-603" - USS "LCI(L)-604" - USS "LCI(L)-605" - USS "LCI(L)-606" - USS "LCI(L)-607" - USS "LCI(L)-608" - USS "LCI(L)-609" - USS "LCI(L)-610" - USS "LCI(L)-611" - USS "LCI(L)-612" - USS "LCI(L)-613" - USS "LCI(L)-614" - USS "LCI(L)-615" - USS "LCI(L)-616" - USS "LCI(L)-617" - USS "LCI(L)-618" - USS "LCI(L)-619" - USS "LCI(L)-620" - USS "LCI(L)-621" - USS "LCI(L)-622" - USS "LCI(L)-623" - USS "LCI(L)-624" - USS "LCI(L)-625" - USS "LCI(L)-626" - USS "LCI(L)-627" - USS "LCI(L)-628" - USS "LCI(L)-629" - USS "LCI(L)-630" - USS "LCI(L)-631" - USS "LCI(L)-632" - USS "LCI(L)-633" - USS "LCI(L)-634" - USS "LCI(L)-635" - USS "LCI(L)-636" - USS "LCI(L)-637" - USS "LCI(L)-638" - USS "LCI(L)-639" - USS "LCI(L)-640" - USS "LCI(L)-641" - USS "LCI(L)-642" - USS "LCI(L)-643" - USS "LCI(L)-644" - USS "LCI(L)-645" - USS "LCI(L)-646" - USS "LCI(L)-647" - USS "LCI(L)-648" - USS "LCI(L)-649" - USS "LCI(L)-650" - USS "LCI(L)-651" - USS "LCI(L)-652" - USS "LCI(L)-653" - USS "LCI(L)-654" - USS "LCI(L)-655" - USS "LCI(L)-656" - USS "LCI(L)-657" - USS "LCI(L)-658" - USS "LCI(L)-659" - USS "LCI(L)-660" - USS "LCI(L)-661" - USS "LCI(L)-662" - USS "LCI(L)-663" - USS "LCI(L)-664" - USS "LCI(L)-665" - USS "LCI(L)-666" - USS "LCI(L)-667" - USS "LCI(L)-668" - USS "LCI(L)-669" - USS "LCI(L)-670" - USS "LCI(L)-671" - USS "LCI(L)-672" - USS "LCI(L)-673" - USS "LCI(L)-674" - USS "LCI(L)-675" - USS "LCI(L)-676" - USS "LCI(L)-677" - USS "LCI(L)-678" - USS "LCI(L)-679" - USS "LCI(L)-680" - USS "LCI(L)-681" - USS "LCI(L)-682" - USS "LCI(L)-683" - USS "LCI(L)-684" - USS "LCI(L)-685" - USS "LCI(L)-686" - USS "LCI(L)-687" - USS "LCI(L)-688" - USS "LCI(L)-689" - USS "LCI(L)-690" - USS "LCI(L)-691" - USS "LCI(L)-692" - USS "LCI(L)-693" - USS "LCI(L)-694" - USS "LCI(L)-695" - USS "LCI(L)-696" - USS "LCI(L)-697" - USS "LCI(L)-698" - USS "LCI(L)-699" - USS "LCI(L)-700" - USS "LCI(L)-701" - USS "LCI(L)-702" - USS "LCI(L)-703" - USS "LCI(L)-704" - USS "LCI(L)-705" - USS "LCI(L)-706" - USS "LCI(L)-707" - USS "LCI(L)-708" - USS "LCI(L)-709" - USS "LCI(L)-710" - USS "LCI(L)-711" - USS "LCI(L)-712" - USS "LCI(L)-713" - USS "LCI(L)-714" - USS "LCI(L)-715" - USS "LCI(L)-716" - LCI(L)-717 do LCI(L)-724 anulowane 19 sierpnia 1944 - USS "LCI(L)-725" - USS "LCI(L)-726" - USS "LCI(L)-727" - USS "LCI(L)-728" - USS "LCI(L)-729" - USS "LCI(L)-730" - USS "LCI(L)-731" - USS "LCI(L)-732" - USS "LCI(L)-733" - USS "LCI(L)-734" - USS "LCI(L)-735" - USS "LCI(L)-736" - USS "LCI(L)-737" - USS "LCI(L)-738" - USS "LCI(L)-739" - USS "LCI(L)-740" - USS "LCI(L)-741" - USS "LCI(L)-742" - USS "LCI(L)-743" - USS "LCI(L)-744" - USS "LCI(L)-745" - USS "LCI(L)-746" - USS "LCI(L)-747" - USS "LCI(L)-748" - USS "LCI(L)-749" - USS "LCI(L)-750" - USS "LCI(L)-751" - USS "LCI(L)-752" - USS "LCI(L)-753" - USS "LCI(L)-754" - USS "LCI(L)-755" - USS "LCI(L)-756" - USS "LCI(L)-757" - USS "LCI(L)-758" - USS "LCI(L)-759" - USS "LCI(L)-760" - USS "LCI(L)-761" - USS "LCI(L)-762" - USS "LCI(L)-763" - USS "LCI(L)-764" - USS "LCI(L)-765" - USS "LCI(L)-766" - USS "LCI(L)-767" - USS "LCI(L)-768" - USS "LCI(L)-769" - USS "LCI(L)-770" - USS "LCI(L)-771" - USS "LCI(L)-772" - USS "LCI(L)-773" - USS "LCI(L)-774" - USS "LCI(L)-775" - USS "LCI(L)-776" - USS "LCI(L)-777" - USS "LCI(L)-778" - USS "LCI(L)-779" - USS "LCI(L)-780" - LCI(L)-781 anulowany 23 czerwca 1944 - USS "LCI(L)-782" - USS "LCI(L)-783" - USS "LCI(L)-784" - USS "LCI(L)-785" - USS "LCI(L)-786" - USS "LCI(L)-787" - USS "LCI(L)-788" - USS "LCI(L)-789" - USS "LCI(L)-790" - USS "LCI(L)-791" - USS "LCI(L)-792" - USS "LCI(L)-793" - USS "LCI(L)-794" - USS "LCI(L)-795" - USS "LCI(L)-796" - USS "LCI(L)-797" - USS "LCI(L)-798" - USS "LCI(L)-799" - USS "LCI(L)-800" - USS "LCI(L)-801" - USS "LCI(L)-802" - USS "LCI(L)-803" - USS "LCI(L)-804" - USS "LCI(L)-805" - USS "LCI(L)-806" - USS "LCI(L)-807" - USS "LCI(L)-808" - USS "LCI(L)-809" - USS "LCI(L)-810" - USS "LCI(L)-811" - USS "LCI(L)-812" - USS "LCI(L)-813" - USS "LCI(L)-814" - USS "LCI(L)-815" - USS "LCI(L)-816" - USS "LCI(L)-817" - USS "LCI(L)-818" - USS "LCI(L)-819" - USS "LCI(L)-820" - USS "LCI(L)-821" - LCI(L)-822 do LCI(L)-837 anulowane 19 sierpnia 1944 - LCI(L)-838 do LCI(L)-844 anulowane 5 czerwca 1944 - LCI(L)-845 do LCI(L)-859 anulowane 23 czerwca 1944 - LCI(L)-860 do LCI(L)-865 anulowane 5 czerwca 1944 - USS "LCI(L)-866" - USS "LCI(L)-867" - USS "LCI(L)-868" - USS "LCI(L)-869" - USS "LCI(L)-870" - USS "LCI(L)-871" - USS "LCI(L)-872" - USS "LCI(L)-873" - USS "LCI(L)-874" - USS "LCI(L)-875" - USS "LCI(L)-876" - USS "LCI(L)-877" - USS "LCI(L)-878" - USS "LCI(L)-879" - USS "LCI(L)-880" - USS "LCI(L)-881" - USS "LCI(L)-882" - USS "LCI(L)-883" - USS "LCI(L)-884" - LCI(L)-885 do LCI(L)-901 anulowane 19 sierpnia 1944 - LCI(L)-902 do LCI(L)-928 anulowane 5 czerwca 1944 - LCI(L)-929 do LCI(L)-942 anulowane 23 czerwca 1944 - USS "LCI(L)-943" - USS "LCI(L)-944" - USS "LCI(L)-945" - USS "LCI(L)-946" - USS "LCI(L)-947" - USS "LCI(L)-948" - USS "LCI(L)-949" - USS "LCI(L)-950" - USS "LCI(L)-951" - USS "LCI(L)-952" - USS "LCI(L)-953" - USS "LCI(L)-954" - USS "LCI(L)-955" - USS "LCI(L)-956" - USS "LCI(L)-957" - USS "LCI(L)-958" - USS "LCI(L)-959" - USS "LCI(L)-960" - USS "LCI(L)-961" - USS "LCI(L)-962" - USS "LCI(L)-963" - USS "LCI(L)-964" - USS "LCI(L)-965" - USS "LCI(L)-966" - USS "LCI(L)-967" - USS "LCI(L)-968" - USS "LCI(L)-969" - USS "LCI(L)-970" - USS "LCI(L)-971" - USS "LCI(L)-972" - USS "LCI(L)-973" - USS "LCI(L)-974" - USS "LCI(L)-975" - USS "LCI(L)-976" - USS "LCI(L)-977" - USS "LCI(L)-978" - USS "LCI(L)-979" - USS "LCI(L)-980" - USS "LCI(L)-981" - USS "LCI(L)-982" - USS "LCI(L)-983" - USS "LCI(L)-984" - USS "LCI(L)-985" - USS "LCI(L)-986" - USS "LCI(L)-987" - USS "LCI(L)-988" - USS "LCI(L)-989" - USS "LCI(L)-990" - USS "LCI(L)-991" - USS "LCI(L)-992" - USS "LCI(L)-993" - USS "LCI(L)-994" - USS "LCI(L)-995" - USS "LCI(L)-996" - USS "LCI(L)-997" - USS "LCI(L)-998" - USS "LCI(L)-999" - USS "LCI(L)-1000" - USS "LCI(L)-1001" - USS "LCI(L)-1002" - USS "LCI(L)-1003" - USS "LCI(L)-1004" - USS "LCI(L)-1005" - USS "LCI(L)-1006" - USS "LCI(L)-1007" - USS "LCI(L)-1008" - USS "LCI(L)-1009" - USS "LCI(L)-1010" - USS "LCI(L)-1011" - USS "LCI(L)-1012" - USS "LCI(L)-1013" - USS "LCI(L)-1014" - USS "LCI(L)-1015" - USS "LCI(L)-1016" - USS "LCI(L)-1017" - USS "LCI(L)-1018" - USS "LCI(L)-1019" - USS "LCI(L)-1020" - USS "LCI(L)-1021" - USS "LCI(L)-1022" - USS "LCI(L)-1023" - USS "LCI(L)-1024" - USS "LCI(L)-1025" - USS "LCI(L)-1026" - USS "LCI(L)-1027" - USS "LCI(L)-1028" - USS "LCI(L)-1029" - USS "LCI(L)-1030" - USS "LCI(L)-1031" - USS "LCI(L)-1032" - USS "LCI(L)-1033" - LCI(L)-1034 do LCI(L)-1051 anulowane 19 czerwca 1944 - USS "LCI(L)-1052" - USS "LCI(L)-1053" - USS "LCI(L)-1054" - USS "LCI(L)-1055" - USS "LCI(L)-1056" - USS "LCI(L)-1057" - USS "LCI(L)-1058" - USS "LCI(L)-1059" - USS "LCI(L)-1060" - USS "LCI(L)-1061" - USS "LCI(L)-1062" - USS "LCI(L)-1063" - USS "LCI(L)-1064" - USS "LCI(L)-1065" - USS "LCI(L)-1066" - USS "LCI(L)-1067" - USS "LCI(L)-1068" - USS "LCI(L)-1069" - USS "LCI(L)-1070" - USS "LCI(L)-1071" - USS "LCI(L)-1072" - USS "LCI(L)-1073" - USS "LCI(L)-1074" - USS "LCI(L)-1075" - USS "LCI(L)-1076" - USS "LCI(L)-1077" - USS "LCI(L)-1078" - USS "LCI(L)-1079" - USS "LCI(L)-1080" - USS "LCI(L)-1081" - USS "LCI(L)-1082" - USS "LCI(L)-1083" - USS "LCI(L)-1084" - USS "LCI(L)-1085" - USS "LCI(L)-1086" - USS "LCI(L)-1087" - USS "LCI(L)-1088" - USS "LCI(L)-1089" - USS "LCI(L)-1090" - USS "LCI(L)-1091" - USS "LCI(L)-1092" - USS "LCI(L)-1093" - USS "LCI(L)-1094" - USS "LCI(L)-1095" - USS "LCI(L)-1096" - USS "LCI(L)-1097" - USS "LCI(L)-1098" - LCI(L)-1099 do LCI-(L)-1139 anulowane 19 sierpnia 1944 |

## Barka Desantowa dla Czołgów(LCM)
| - USS "LCM-1" - USS "LCM-2" - USS "LCM-3" - USS "LCM-4" - USS "LCM-5" - USS "LCM-6" - USS "LCM-7" - USS "LCM-8" - USS "LCM-9" - USS "LCM-10" - USS "LCM-11" - USS "LCM-12" - USS "LCM-13" - USS "LCM-14" - USS "LCM-15" - USS "LCM-16" - USS "LCM-17" - USS "LCM-18" - USS "LCM-19" - USS "LCM-20" - USS "LCM-21" - USS "LCM-22" - USS "LCM-23" - USS "LCM-24" - USS "LCM-25" - USS "LCM-26" - USS "LCM-27" - USS "LCM-28" - USS "LCM-29" - USS "LCM-30" - USS "LCM-31" - USS "LCM-32" - USS "LCM-33" - USS "LCM-34" - USS "LCM-35" - USS "LCM-36" - USS "LCM-37" - USS "LCM-38" - USS "LCM-39" - USS "LCM-40" - USS "LCM-41" - USS "LCM-42" - USS "LCM-43" - USS "LCM-44" - USS "LCM-45" - USS "LCM-46" - USS "LCM-47" - USS "LCM-48" - USS "LCM-49" - USS "LCM-50" - USS "LCM-51" - USS "LCM-52" - USS "LCM-53" - USS "LCM-54" - USS "LCM-55" - USS "LCM-56" - USS "LCM-57" - USS "LCM-58" - USS "LCM-59" - USS "LCM-60" - USS "LCM-61" - USS "LCM-62" - USS "LCM-63" - USS "LCM-64" - USS "LCM-65" - USS "LCM-66" - USS "LCM-67" - USS "LCM-68" - USS "LCM-69" - USS "LCM-70" - USS "LCM-71" - USS "LCM-72" - USS "LCM-73" - USS "LCM-74" - USS "LCM-75" - USS "LCM-76" - USS "LCM-77" - USS "LCM-78" - USS "LCM-79" - USS "LCM-80" - USS "LCM-81" - USS "LCM-82" - USS "LCM-83" - USS "LCM-84" - USS "LCM-85" - USS "LCM-86" - USS "LCM-87" - USS "LCM-88" - USS "LCM-89" - USS "LCM-90" - USS "LCM-91" - USS "LCM-92" - USS "LCM-93" - USS "LCM-94" - USS "LCM-95" - USS "LCM-96" - USS "LCM-97" - USS "LCM-98" - USS "LCM-99" - USS "LCM-100" - USS "LCM-101" - USS "LCM-102" - USS "LCM-103" - USS "LCM-104" - USS "LCM-105" - USS "LCM-106" - USS "LCM-107" - USS "LCM-108" - USS "LCM-109" - USS "LCM-110" - USS "LCM-111" - USS "LCM-112" - USS "LCM-113" - USS "LCM-114" - USS "LCM-115" - USS "LCM-116" - USS "LCM-117" - USS "LCM-118" - USS "LCM-119" - USS "LCM-120" - USS "LCM-121" - USS "LCM-122" - USS "LCM-123" - USS "LCM-124" - USS "LCM-125" - USS "LCM-126" - USS "LCM-127" - USS "LCM-128" - USS "LCM-129" - USS "LCM-130" - USS "LCM-131" - USS "LCM-132" - USS "LCM-133" - USS "LCM-134" - USS "LCM-135" - USS "LCM-136" - USS "LCM-137" - USS "LCM-138" - USS "LCM-139" - USS "LCM-140" - USS "LCM-141" - USS "LCM-142" - USS "LCM-143" - USS "LCM-144" - USS "LCM-145" - USS "LCM-146" - USS "LCM-147" - USS "LCM-148" - USS "LCM-149" - USS "LCM-150" - USS "LCM-151" - USS "LCM-152" - USS "LCM-153" - USS "LCM-154" - USS "LCM-155" - USS "LCM-156" - USS "LCM-157" - USS "LCM-158" - USS "LCM-159" - USS "LCM-160" - USS "LCM-161" - USS "LCM-162" - USS "LCM-163" - USS "LCM-164" - USS "LCM-165" - USS "Kodiak" (LCM-166) - USS "LCM-167" - USS "LCM-168" - USS "LCM-169" - USS "LCM-170" - USS "LCM-171" - USS "LCM-172" - USS "LCM-173" - USS "LCM-174" - USS "Oceanside" (LCM-175) - USS "LCM-176" - USS "LCM-177" - USS "LCM-178" - USS "LCM-179" - USS "LCM-180" - USS "LCM-181" - USS "LCM-182" - USS "LCM-183" - USS "LCM-184" - USS "LCM-185" - USS "LCM-186" - USS "LCM-187" - USS "LCM(R)-188" - USS "LCM(R)-189" - USS "LCM(R)-190" - USS "LCM(R)-191" - USS "LCM(R)-192" - USS "LCM(R)-193" - USS "LCM(R)-194" - USS "LCM(R)-195" - USS "LCM(R)-196" - USS "LCM(R)-197" - USS "LCM(R)-198" - USS "LCM(R)-199" - USS "LCM-200" - USS "LCM-201" - USS "LCM-202" - USS "LCM-203" - USS "LCM-204" - USS "LCM-205" - USS "LCM-206" - USS "LCM-207" - USS "LCM-208" - USS "LCM-209" - USS "LCM-210" - USS "LCM-211" - USS "LCM-212" - USS "LCM-213" - USS "LCM-214" - USS "LCM-215" - USS "LCM-216" - USS "LCM-217" - USS "LCM-218" - USS "LCM-219" - USS "LCM-220" - USS "LCM-221" - USS "LCM-222" - USS "LCM-223" - USS "LCM-224" - USS "LCM-225" - USS "LCM-226" - USS "LCM-227" - USS "LCM-228" - USS "LCM-229" - USS "LCM-230" - USS "LCM-231" - USS "LCM-232" - USS "LCM-233" - USS "LCM-234" - USS "LCM-235" - USS "LCM-236" - USS "LCM-237" - USS "LCM-238" - USS "LCM-239" - USS "LCM-240" - USS "LCM-241" - USS "LCM-242" - USS "LCM-243" - USS "LCM-244" - USS "LCM-245" - USS "LCM-246" - USS "LCM-247" - USS "LCM-248" - USS "LCM-249" - USS "LCM-250" - USS "LCM-251" - USS "LCM-252" - USS "LCM-253" - USS "LCM-254" - USS "LCM-255" - USS "LCM-256" - USS "LCM-257" - USS "LCM-258" - USS "LCM-259" - USS "LCM-260" - USS "LCM-261" - USS "LCM-262" - USS "LCM-263" - USS "LCM-264" - USS "LCM-265" - USS "LCM-266" - USS "LCM-267" - USS "LCM-268" - USS "LCM-269" - USS "LCM-270" - USS "LCM-271" - USS "LCM-272" - USS "LCM-273" - USS "LCM-274" - USS "LCM-275" - USS "LCM-276" - USS "LCM-277" - USS "LCM-278" - USS "LCM-279" | - USS "LCM-280" - USS "LCM-281" - USS "LCM-282" - USS "LCM-283" - USS "LCM-284" - USS "LCM-285" - USS "LCM-286" - USS "LCM-287" - USS "LCM-288" - USS "LCM-289" - USS "LCM-290" - USS "LCM-291" - USS "LCM-292" - USS "LCM-293" - USS "LCM-294" - USS "LCM-295" - USS "LCM-296" - USS "LCM-297" - USS "LCM-298" - USS "LCM-299" - USS "LCM-300" - USS "LCM-301" - USS "LCM-302" - USS "LCM-303" - USS "LCM-304" - USS "LCM-305" - USS "LCM-306" - USS "LCM-307" - USS "LCM-308" - USS "LCM-309" - USS "LCM-310" - USS "LCM-311" - USS "LCM-312" - USS "LCM-313" - USS "LCM-314" - USS "LCM-315" - USS "LCM-316" - USS "LCM-317" - USS "LCM-318" - USS "LCM-319" - USS "LCM-320" - USS "LCM-321" - USS "LCM-322" - USS "LCM-323" - USS "LCM-324" - USS "LCM-325" - USS "LCM-326" - USS "LCM-327" - USS "LCM-328" - USS "LCM-329" - USS "LCM-330" - USS "LCM-331" - USS "LCM-332" - USS "LCM-333" - USS "LCM-334" - USS "LCM-335" - USS "LCM-336" - USS "LCM-337" - USS "LCM-338" - USS "LCM-339" - USS "LCM-340" - USS "LCM-341" - USS "LCM-342" - USS "LCM-343" - USS "LCM-344" - USS "LCM-345" - USS "LCM-346" - USS "LCM-347" - USS "LCM-348" - USS "LCM-349" - USS "LCM-350" - USS "LCM-351" - USS "LCM-352" - USS "LCM-353" - USS "LCM-354" - USS "LCM-355" - USS "LCM-356" - USS "LCM-357" - USS "LCM-358" - USS "LCM-359" - USS "LCM-360" - USS "LCM-361" - USS "LCM-362" - USS "LCM-363" - USS "LCM-364" - USS "LCM-365" - USS "LCM-366" - USS "LCM-367" - USS "LCM-368" - USS "LCM-369" - USS "LCM-370" - USS "LCM-371" - USS "LCM-372" - USS "Lakeland" (LCM-373) - USS "LCM-374" - USS "LCM-375" - USS "LCM-376" - USS "LCM-377" - USS "LCM-378" - USS "LCM-379" - USS "LCM-380" - USS "LCM-381" - USS "LCM-382" - USS "LCM-383" - USS "LCM-384" - USS "LCM-385" - USS "LCM-386" - USS "LCM-387" - USS "LCM-388" - USS "LCM-389" - USS "LCM-390" - USS "LCM-391" - USS "LCM-392" - USS "LCM-393" - USS "LCM-394" - USS "LCM-395" - USS "LCM-396" - USS "LCM-397" - USS "LCM-398" - USS "LCM-399" - USS "LCM-400" - USS "Big Black River" (LCM(R)-401) - USS "Big Horn River" (LCM(R)-402) - USS "Blackwater River" (LCM(R)-403) - USS "Black Warrior River" (LCM(R)-404) - USS "Broad Kill River" (LCM(R)-405) - USS "Canadian River" (LCM(R)-406) - USS "Chariton River" (LCM(R)-407) - USS "Charles River" (LCM(R)-408) - USS "Clarion River" (LCM(R)-409) - USS "Clark Fork River" (LCM(R)-410) - USS "Cumberland River" (LCM(R)-411) - USS "Desplaines River" (LCM(R)-412) - USS "LCM-413" - USS "LCM-414" - USS "LCM-415" - USS "LCM-416" - USS "LCM-417" - USS "LCM-418" - USS "LCM-419" - USS "LCM-420" - USS "LCM-421" - USS "LCM-422" - USS "LCM-423" - USS "LCM-424" - USS "LCM-425" - USS "LCM-426" - USS "LCM-427" - USS "LCM-428" - USS "LCM-429" - USS "LCM-430" - USS "LCM-431" - USS "LCM-432" - USS "LCM-433" - USS "LCM-434" - USS "LCM-435" - USS "LCM-436" - USS "LCM-437" - USS "LCM-438" - USS "LCM-439" - USS "LCM-440" - USS "LCM-441" - USS "LCM-442" - USS "LCM-443" - USS "LCM-444" - USS "LCM-445" - USS "LCM-446" - USS "LCM-447" - USS "LCM-448" - USS "LCM-449" - USS "LCM-450" - USS "LCM-451" - USS "LCM-452" - USS "LCM-453" - USS "LCM-454" - USS "LCM-455" - USS "LCM-456" - USS "LCM-457" - USS "LCM-458" - USS "LCM-459" - USS "LCM-460" - USS "LCM-461" - USS "LCM-462" - USS "LCM-463" - USS "LCM-464" - USS "LCM-465" - USS "LCM-466" - USS "LCM-467" - USS "LCM-468" - USS "LCM-469" - USS "LCM-470" - USS "LCM-471" - USS "LCM-472" - USS "LCM-473" - USS "LCM-474" - USS "LCM-475" - USS "LCM-476" - USS "LCM-477" - USS "LCM-478" - USS "LCM-479" - USS "LCM-480" - USS "LCM-481" - USS "LCM-482" - USS "LCM-483" - USS "LCM-484" - USS "LCM-485" - USS "LCM-486" - USS "LCM-487" - USS "LCM-488" - USS "LCM-489" - USS "LCM-490" - USS "LCM-491" - USS "LCM-492" - USS "LCM-493" - USS "LCM-494" - USS "LCM-495" - USS "LCM-496" - USS "LCM-497" - USS "LCM-498" - USS "LCM-499" - USS "LCM-500" - USS "Elk River" (LCM(R)-501) - USS "Escalanteo River" (LCM(R)-502) - USS "Flambeau River" (LCM(R)-503) - USS "Gila River" (LCM(R)-504) - USS "Grand River" (LCM(R)-505) - USS "Green River" (LCM(R)-506) - USS "Greenbrier River" (LCM(R)-507) - USS "Gunnison River" (LCM(R)-508) - USS "Holston River" (LCM(R)-509) - USS "James River" (LCM(R)-510) - USS "John Day River" (LCM(R)-511) - USS "Lamiolle River" (LCM(R)-512) - USS "Laramie River" (LCM(R)-513) - USS "Maurice River" (LCM(R)-514) - USS "Owyhee River" (LCM(R)-515) - USS "Pearl River" (LCM(R)-516) - USS "Pee Dee River" (LCM(R)-517) - USS "Pit River" (LCM(R)-518) - USS "Powder River" (LCM(R)-519) - USS "Raccoon River" (LCM(R)-520) - USS "Rainy River" (LCM(R)-521) - USS "Red River" (LCM(R)-522) - USS "Republican River" (LCM(R)-523) - USS "St. Croix River" (LCM(R)-524) - USS "St. Francis River" (LCM(R)-525) - USS "St. Johns River" (LCM(R)-526) - USS "St. Joseph’s River" (LCM(R)-527) - USS "St. Mary’s River" (LCM(R)-528) - USS "St. Regis River" (LCM(R)-529) - USS "Salmon Falls River" (LCM(R)-530) - USS "Smoky Hill River" (LCM(R)-531) - USS "Smyrna River" (LCM(R)-532) - USS "Snake River" (LCM(R)-533) - USS "Thames River" (LCM(R)-534) - USS "Trinity River" (LCM(R)-535) - USS "White River" (LCM(R)-536) - USS "LCM-537" - USS "LCM-538" - USS "LCM-539" - USS "Raritan" (LCM-540) - USS "LCM-541" - USS "LCM-542" - USS "LCM-543" - USS "LCM-544" - USS "LCM-545" - USS "LCM-546" - USS "LCM-547" - USS "LCM-548" - USS "LCM-549" - USS "LCM-550" - USS "LCM-551" - USS "LCM-552" - USS "LCM-553" - USS "LCM-554" - USS "LCM-555" - USS "LCM-556" - USS "LCM-557" - USS "LCM-558" |

## Barka Desantowa Wsparcia (Mark 3) (LCS(L)(3))
| - USS "LCS(L)(3)-1" - USS "LCS(L)(3)-2" - USS "LCS(L)(3)-3" - USS "LCS(L)(3)-4" - USS "LCS(L)(3)-5" - USS "LCS(L)(3)-6" - USS "LCS(L)(3)-7" - USS "LCS(L)(3)-8" - USS "LCS(L)(3)-9" - USS "LCS(L)(3)-10" - USS "LCS(L)(3)-11" - USS "LCS(L)(3)-12" - USS "LCS(L)(3)-13" - USS "LCS(L)(3)-14" - USS "LCS(L)(3)-15" - USS "LCS(L)(3)-16" - USS "LCS(L)(3)-17" - USS "LCS(L)(3)-18" - USS "LCS(L)(3)-19" - USS "LCS(L)(3)-20" - USS "LCS(L)(3)-21" - USS "LCS(L)(3)-22" - USS "LCS(L)(3)-23" - USS "LCS(L)(3)-24" - USS "LCS(L)(3)-25" - USS "LCS(L)(3)-26" - USS "LCS(L)(3)-27" - USS "LCS(L)(3)-28" - USS "LCS(L)(3)-29" - USS "LCS(L)(3)-30" - USS "LCS(L)(3)-31" - USS "LCS(L)(3)-32" - USS "LCS(L)(3)-33" - USS "LCS(L)(3)-34" - USS "LCS(L)(3)-35" - USS "LCS(L)(3)-36" - USS "LCS(L)(3)-37" - USS "LCS(L)(3)-38" - USS "LCS(L)(3)-39" - USS "LCS(L)(3)-40" - USS "LCS(L)(3)-41" - USS "LCS(L)(3)-42" - USS "LCS(L)(3)-43" - USS "LCS(L)(3)-44" - USS "LCS(L)(3)-45" - USS "LCS(L)(3)-46" - USS "LCS(L)(3)-47" - USS "LCS(L)(3)-48" - USS "LCS(L)(3)-49" - USS "LCS(L)(3)-50" - USS "LCS(L)(3)-51" - USS "LCS(L)(3)-52" - USS "LCS(L)(3)-53" - USS "LCS(L)(3)-54" - USS "LCS(L)(3)-55" - USS "LCS(L)(3)-56" - USS "LCS(L)(3)-57" - USS "LCS(L)(3)-58" - USS "LCS(L)(3)-59" - USS "LCS(L)(3)-60" - USS "LCS(L)(3)-61" - USS "LCS(L)(3)-62" - USS "LCS(L)(3)-63" - USS "LCS(L)(3)-64" - USS "LCS(L)(3)-65" | - USS "LCS(L)(3)-66" - USS "LCS(L)(3)-67" - USS "LCS(L)(3)-68" - USS "LCS(L)(3)-69" - USS "LCS(L)(3)-70" - USS "LCS(L)(3)-71" - USS "LCS(L)(3)-72" - USS "LCS(L)(3)-73" - USS "LCS(L)(3)-74" - USS "LCS(L)(3)-75" - USS "LCS(L)(3)-76" - USS "LCS(L)(3)-77" - USS "LCS(L)(3)-78" - USS "LCS(L)(3)-79" - USS "LCS(L)(3)-80" - USS "LCS(L)(3)-81" - USS "LCS(L)(3)-82" - USS "LCS(L)(3)-83" - USS "LCS(L)(3)-84" - USS "LCS(L)(3)-85" - USS "LCS(L)(3)-86" - USS "LCS(L)(3)-87" - USS "LCS(L)(3)-88" - USS "LCS(L)(3)-89" - USS "LCS(L)(3)-90" - USS "LCS(L)(3)-91" - USS "LCS(L)(3)-92" - USS "LCS(L)(3)-93" - USS "LCS(L)(3)-94" - USS "LCS(L)(3)-95" - USS "LCS(L)(3)-96" - USS "LCS(L)(3)-97" - USS "LCS(L)(3)-98" - USS "LCS(L)(3)-99" - USS "LCS(L)(3)-100" - USS "LCS(L)(3)-101" - USS "LCS(L)(3)-102" - USS "LCS(L)(3)-103" - USS "LCS(L)(3)-104" - USS "LCS(L)(3)-105" - USS "LCS(L)(3)-106" - USS "LCS(L)(3)-107" - USS "LCS(L)(3)-108" - USS "LCS(L)(3)-109" - USS "LCS(L)(3)-110" - USS "LCS(L)(3)-111" - USS "LCS(L)(3)-112" - USS "LCS(L)(3)-113" - USS "LCS(L)(3)-114" - USS "LCS(L)(3)-115" - USS "LCS(L)(3)-116" - USS "LCS(L)(3)-117" - USS "LCS(L)(3)-118" - USS "LCS(L)(3)-119" - USS "LCS(L)(3)-120" - USS "LCS(L)(3)-121" - USS "LCS(L)(3)-122" - USS "LCS(L)(3)-123" - USS "LCS(L)(3)-124" - USS "LCS(L)(3)-125" - USS "LCS(L)(3)-126" - USS "LCS(L)(3)-127" - USS "LCS(L)(3)-128" - USS "LCS(L)(3)-129" - USS "LCS(L)(3)-130" |

## Barka Desantowa Plot (LFR)
- USS "Carronade" (LFR-1)
- USS "Big Black River" (LFR-401)
- USS "Black Warrior River" (LFR-404)
- USS "Broad Kill River" (LFR-405)
- USS "Clarion River" (LFR-409)
- USS "Desplaines River" (LFR-412)
- USS "Lamoille River" (LFR-512)
- USS "Laramie River" (LFR-513)
- USS "Owyhee River" (LFR-515)
- USS "Red River" (LFR-522)
- USS "St Francis River" (LFR-525)
- USS "Smoky Hill River" (LFR-531)
- USS "White River" (LFR-536)

## Amphibious Assault Ships (General Purpose) (LHA)
Desantowe okręty amfibijne (ogólnego zastosowania)

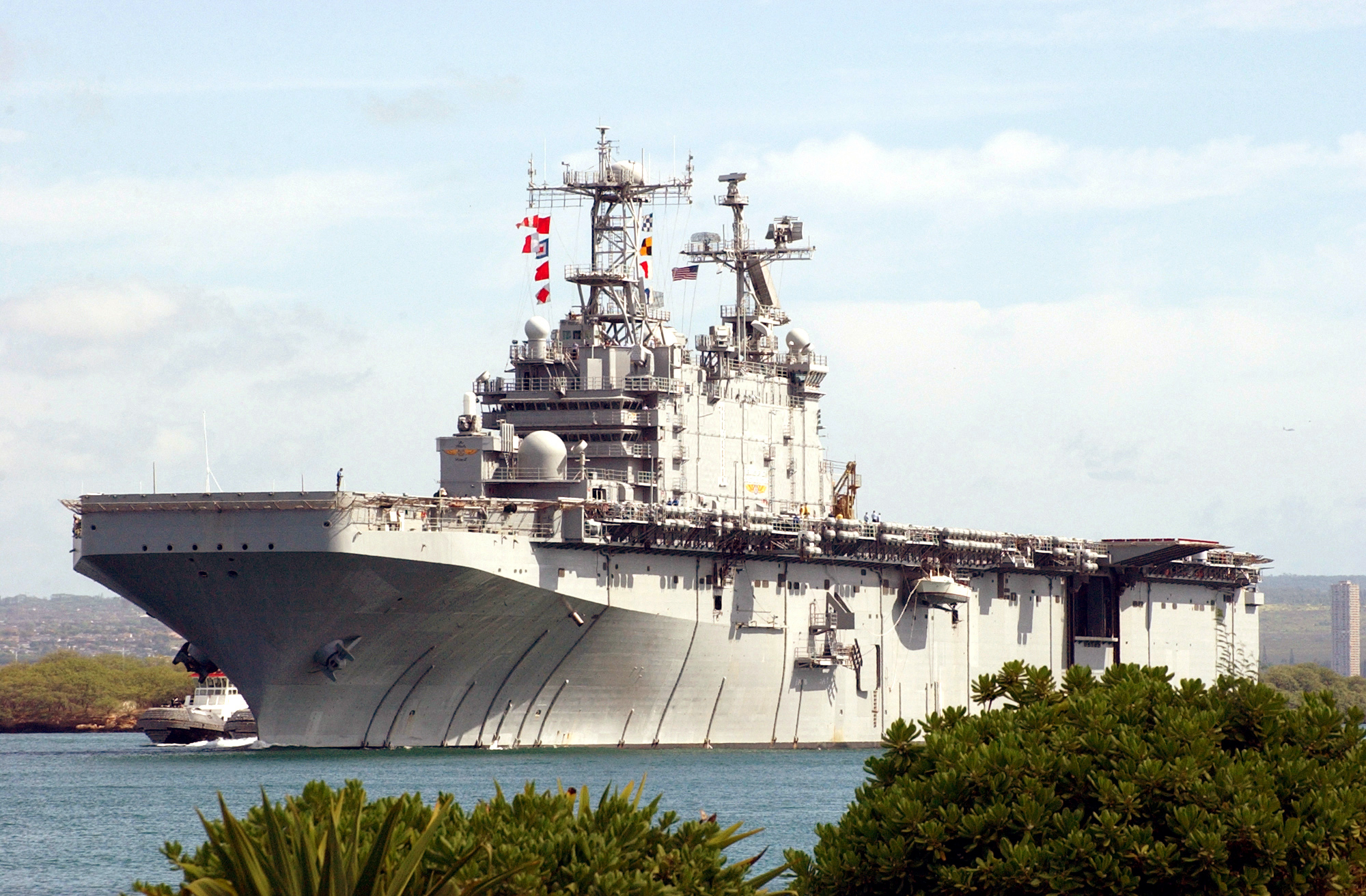
USS "Tarawa"

- USS "Tarawa" (LHA-1)
- USS "Saipan" (LHA-2)
- USS "Belleau Wood" (LHA-3)
- USS "Nassau" (LHA-4)
- USS "Peleliu" (LHA-5)

## Amphibious Assault Ships (Multi-Purpose) (LHD)
uniwersalne okręty desantowe
- USS "Wasp" (LHD-1)
- USS "Essex" (LHD-2)
- USS "Kearsarge" (LHD-3)
- USS "Boxer" (LHD-4)
- USS "Bataan" (LHD-5)
- USS "Bonhomme Richard" (LHD-6)
- USS "Iwo Jima" (LHD-7)
- USS "Makin Island" (LHD-8)

## Landing Platform Docks (LPD)

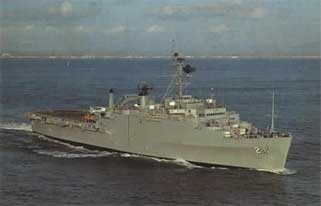
USS "Vancouver"

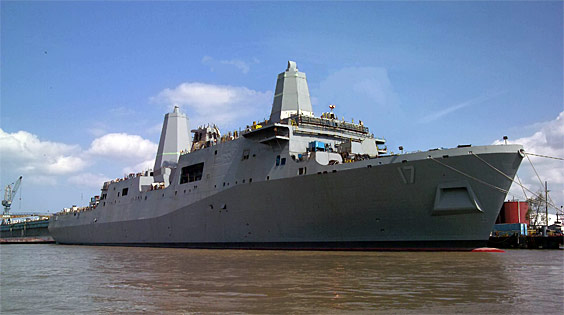
USS "San Antonio"

Okręt - platforma lądowania
- USS "Raleigh" (LPD-1)
- USS "Vancouver" (LPD-2)
- USS "LaSalle" (LPD-3)
- USS "Austin" (LPD-4)
- USS "Ogden" (LPD-5)
- USS "Duluth" (LPD-6)
- USS "Cleveland" (LPD-7)
- USS "Dubuque" (LPD-8)
- USS "Denver" (LPD-9)
- USS "Juneau" (LPD-10)
- USS "Coronado" (LPD-11)
- USS "Shreveport" (LPD-12)
- USS "Nashville" (LPD-13)
- USS "Trenton" (LPD-14)
- USS "Ponce" (LPD-15)

- USS "San Antonio" (LPD-17)
- USS "New Orleans" (LPD-18)
- USS "Mesa Verde" (LPD-19)
- USS "Green Bay" (LPD-20)
- USS "New York" (LPD-21)
- USS "San Diego" (LPD-22)
- USS "Anchorage" (LPD-23)
- USS "Arlington" (LPD-24)
- USS "Somerset" (LPD-25)

## Landing Platform Helicopters (LPH)
Okręt - platforma lotnicza dla helikopterów
- USS "Iwo Jima" (LPH-2)
- USS "Okinawa" (LPH-3)
- USS "Boxer" (LPH-4)
- USS "Princeton" (LPH-5)
- USS "Thetis Bay" (LPH-6)
- USS "Guadalcanal" (LPH-7)
- USS "Valley Forge" (LPH-8)
- USS "Guam" (LPH-9)
- USS "Tripoli" (LPH-10)
- USS "New Orleans" (LPH-11)
- USS "Inchon" (LPH-12)

## Landing Ship Docks (LSD)
okręt do przewozu pływających jednostek lądujących

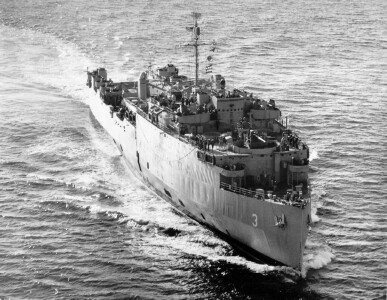
USS "Carter Hall"

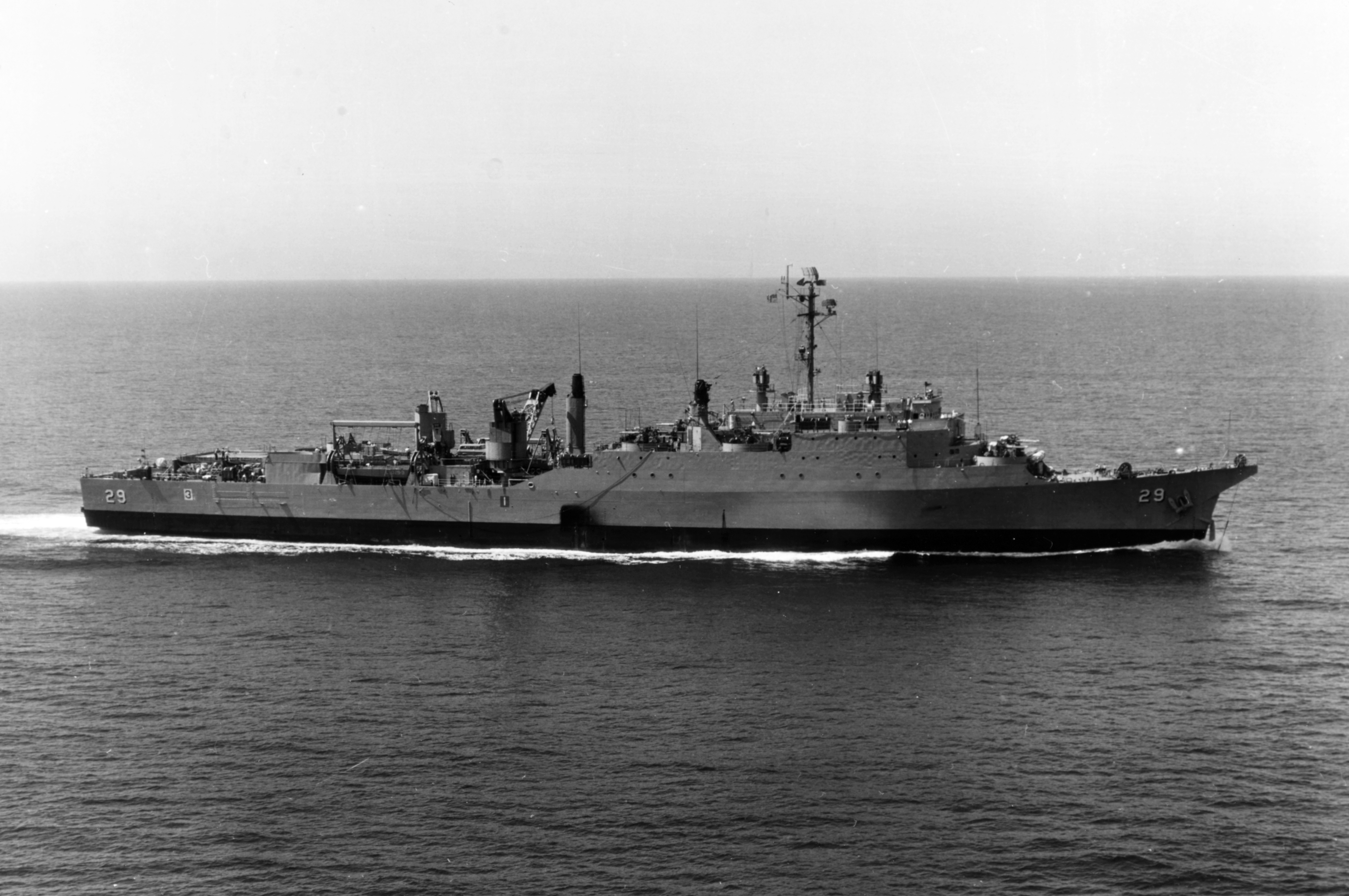
USS "Plymouth Rock"

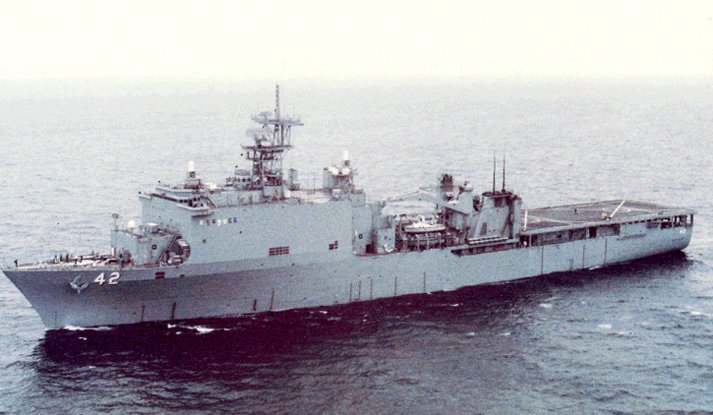
USS "Germantown"

- USS "Ashland" (LSD-1)
- USS "Belle Grove" (LSD-2)
- USS "Carter Hall" (LSD-3)
- USS "Epping Forest" (LSD-4)
- USS "Gunston Hall" (LSD-5)
- USS "Lindenwald" (LSD-6)
- USS "Oak Hill" (LSD-7)
- USS "White Marsh" (LSD-8)
- USS "Casa Grande" (LSD-13)
- USS "Rushmore" (LSD-14)
- USS "Shadwell" (LSD-15)
- USS "Cabildo" (LSD-16)
- USS "Catamount" (LSD-17)
- USS "Colonial" (LSD-18)
- USS "Comstock" (LSD-19)
- USS "Donner" (LSD-20)
- USS "Fort Mandan" (LSD-21)
- USS "Fort Marion" (LSD-22)
- USS "Fort Snelling" (LSD-23)
- USS "San Marcos" (LSD-25)
- USS "Tortuga" (LSD-26)
- USS "Whetstone" (LSD-27)

- USS "Thomaston" (LSD-28)
- USS "Plymouth Rock" (LSD-29)
- USS "Fort Snelling" (LSD-30)
- USS "Point Defiance" (LSD-31)
- USS "Spiegel Grove" (LSD-32)
- USS "Alamo" (LSD-33)
- USS "Hermitage" (LSD-34)
- USS "Monticello" (LSD-35)
- USS "Anchorage" (LSD-36)
- USS "Portland" (LSD-37)
- USS "Pensacola" (LSD-38)
- USS "Mount Vernon" (LSD-39)
- USS "Fort Fisher" (LSD-40)
- USS "Whidbey Island" (LSD-41)

- USS "Germantown" (LSD-42)
- USS "Fort McHenry" (LSD-43)
- USS "Gunston Hall" (LSD-44)
- USS "Comstock" (LSD-45)
- USS "Tortuga" (LSD-46)
- USS "Rushmore" (LSD-47)
- USS "Ashland" (LSD-48)
- USS "Harpers Ferry" (LSD-49)
- USS "Carter Hall" (LSD-50)
- USS "Oak Hill" (LSD-51)
- USS "Pearl Harbor" (LSD-52)

## Landing Ship Medium (LSM)
Średnie okręty desantowe
Do zakończenia II wojny światowej US Navy zbudowała 558 średnich okrętów desantowych (LSM)z trzech typów. Są one wyszczególnione w osobym artykule Lista średnich okrętów desantowych United States Navy.

## Landing Ship Tanks (LST)
Okręty desantowe do przewozu czołgów
United States Navy zbudowała około 1000 Okrętów desantowych do przewozu czołgów (LST). Są one wyszczególnione w osobnym artykule Lista okrętów desantowych do przewozu czołgów United States Navy

## Vehicle Landing Ships (LSV)
Okręty desantowe do przewozu pojazdów
- USS "Catskill" (LSV-1)
- USS "Ozark" (LSV-2)
- USS "Osage" (LSV-3)
- USS "Saugus" (LSV-4)
- USS "Monitor" (LSV-5)
- USS "Montauk" (LSV-6)
- USNS "Comet" (T-LSV-7)
- USNS "Taurus" (T-LSV-8)
- USNS "Sea Lift" (T-LSV-9)